# Zoh-Laguna
Zoh-Laguna es una localidad del estado mexicano de Campeche. Es parte del municipio de Calakmul.

## Demografía
| Gráfica de evolución demográfica |
|                                  |

| Censo | Población |
| ----- | --------- |
| 1950  | 279       |
| 1960  | 1 131     |
| 1970  | 1 046     |
| 1980  | 1 046     |
| 1990  | 791       |
| 2000  | 1 026     |
| 2010  | 1 074     |
| 2020  | 1 144     |